# Kurt Hugo Schneider
Kurt Hugo Schneider, né le 7 septembre 1988 à Baltimore aux États-Unis, est un vidéaste, musicien, chanteur et auteur-compositeur américain, dont le principal support est la plate-forme de vidéos YouTube.
Il produit des vidéos de musique pour divers musiciens de YouTube, comme Sam Tsui (incluant les vidéos dans lesquelles Sam Tsui est choriste,) et Avicii (Waiting For Love).

## Biographie
Sa mère, Laurie S. Auth, travaillait dans l'art visuel et son père, Michael Schneider, était mathématicien,. Son père est d'origine allemande, mais Kurt Hugo Schneider ne parle pas l'allemand,,. Sa sœur aînée est pianiste classique.
Il a grandi à Blue Bell, une banlieue de Philadelphie, où il vivait à une rue de Sam Tsui. Sam Tsui et lui ont fréquenté la même école lors du premier cycle de leur secondaire. Par la suite, ils ont tous les deux étudié au Wissahickon High School.
Il a obtenu le titre académique de Valedictorian (meilleur de sa classe) au Wissahickon High School et il a reçu un diplôme en mathématiques avec la mention magna cum laude (grande distinction) à l'université Yale en 2010. Il a été accepté au club Phi Beta Kappa, un club sélect d'étudiants très brillants.
Kurt Hugo Schneider est devenu maître d'échecs à l'âge de quinze ans et a joué pour l'équipe d'échecs de l'université Yale. Il est actuellement classé 2 235e par la Fédération américaine des échecs. Il a joué contre Magnus Carlsen au GRH Chess Tournament CES de 2014, organisé par Nordic Semiconductor à Las Vegas. Il est aussi un musicien autodidacte.
Selon Business Insider et SocialBlade, ses revenus annuels grâce à YouTube sont estimés entre 150 000 $ et 2 500 000 $,.

## Pour approfondir